# Stuart Baird
Stuart Baird  és un editor, productor, i director britànic. Conegut principalment per la seva feina com a editor, ha treballat en grans pel·lícules de Hollywood, la majoria associades als gèneres d'acció i ciència-ficció.
En la seva carrera com a editor, ha participat en algunes de les pel·lícules més influents i taquilleres de les útimes dècades. Alguns exemples són el clàssic dels superherois Superman (1978), o Casino Royale (2006) i Skyfall (2012), dues pel·lícules de la saga de James Bond que van ser àmpliament elogiades per la seva edició dinàmica i la seva narrativa.

## Carrera
En la carrera de Baird, cal destacar la seva feina com a editor. Ha participat en 33 pel·lícules en aquest rol, i en 9 d'elles compartint feina amb el director Richard Donner, amb el qual ha produït algunes de les seves millors pel·lícules.
Ha estat nominat dues vegades als Oscars, la primera l'any 1979, pel seu muntatge a la pel·lícula Superman, i per segon cop l'any 1989, també pel seu muntatge però en aquest cas en el film Gorilas en la Niebla.
Va treballar en les pel·lícules  Lara Croft: Tomb Raider (2001) i Missió: Impossible II (2000), treballs amb els quals va poder aconseguir dirigir el film Star Trek: Némesis (2002). La seva obra com a director no acaba aquí, sinó que també ha dirigit dos films més:  Decisió Crítica (1996) i U.S. Marshals (1998).
Tot i la seva feina com a director, la seva fama es deu al seu treball com a editor, i en la seva capacitat per al muntatge cinematogràfic.

## Treballs

### Muntatge
- The Devils (1971) (as assistant Film editor)
- Tommy (1975)
- Lisztomania (1975)
- La Profecia (1976)
- Superman (1978)
- Valentino (1977)
- Outland (1981)
- Cinc Dies Un Estiu (1982)
- The Honorary Consul (1983)
- Revolution (1985)
- Ladyhawke (1985)
- Arma Letal (1987)
- Goril·les en la Boira (1988)
- Tango i Cash (1989)
- Arma Letal 2 (1989)
- Jungla de Cristall 2 (1990)
- L'Últim Escolta (1991)
- Radio Flyer (1992)
- Demolition Man (1993)
- Maverick (1994)
- Decisió Crítica (1996)
- Star Trek: Nemesis (2002)
- La llegenda del Zorro (2005)
- Superman II: The Richard Donner Cut (2006)
- Casino Royale (2006)
- En el punt de mira (2008)
- Whiteout (2009)
- Al Límit (2010)
- Salt (2010)
- Llanterna Verda (2011)
- Skyfall (2012)
- Bitter Harvest Director de Fotografia (2016)

### Director
- Decisió Executiva (1996)
- US Marshals (1998)
- Star Trek: Nemesis (2002)

### Productor
- If.... (1969)
- Un viatge al·lucinant al fons de la ment (1980)
- Ladyhawke (1985) també com 2nd director
- Scrooged (1988) en Posproduccion consultant
- Robin Hood: Prince of Thieves (1991)
- Lara Croft: Tomb Raider (2001) Productor executiu
- Bitter Harvest (2016)

## Reconeixements
Premis d' academia
- 1978: Academy Award for Best Film Editing — Superman (nominado)
- 1988: Academy Award for Best Film Editing — Gorillas in the Mist: The Story of Dian Fossey (nominado)

American Cinema Editors
- Baird és membre del American Cinema Editors.
- 1978: Eddie Award a Millor Muntatge — Superman (nominat)
- 2006: Eddie Award a Millor Muntatge — Casino Royale (nominat)
- 2012: Eddie Award for a Millor Muntatge — Skyfall (nominat)

British Academy Film Awards
- 2006: BAFTA Award for Film Award Best Editing — Casino Royale (nominatdo)
- 2012: BAFTA Award for Film Award Best Editing — Skyfall (nominat)